# Manus (ö)

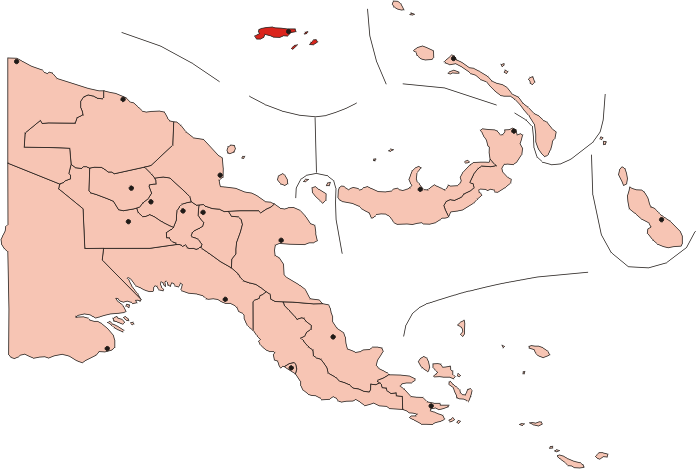
Lägeskarta

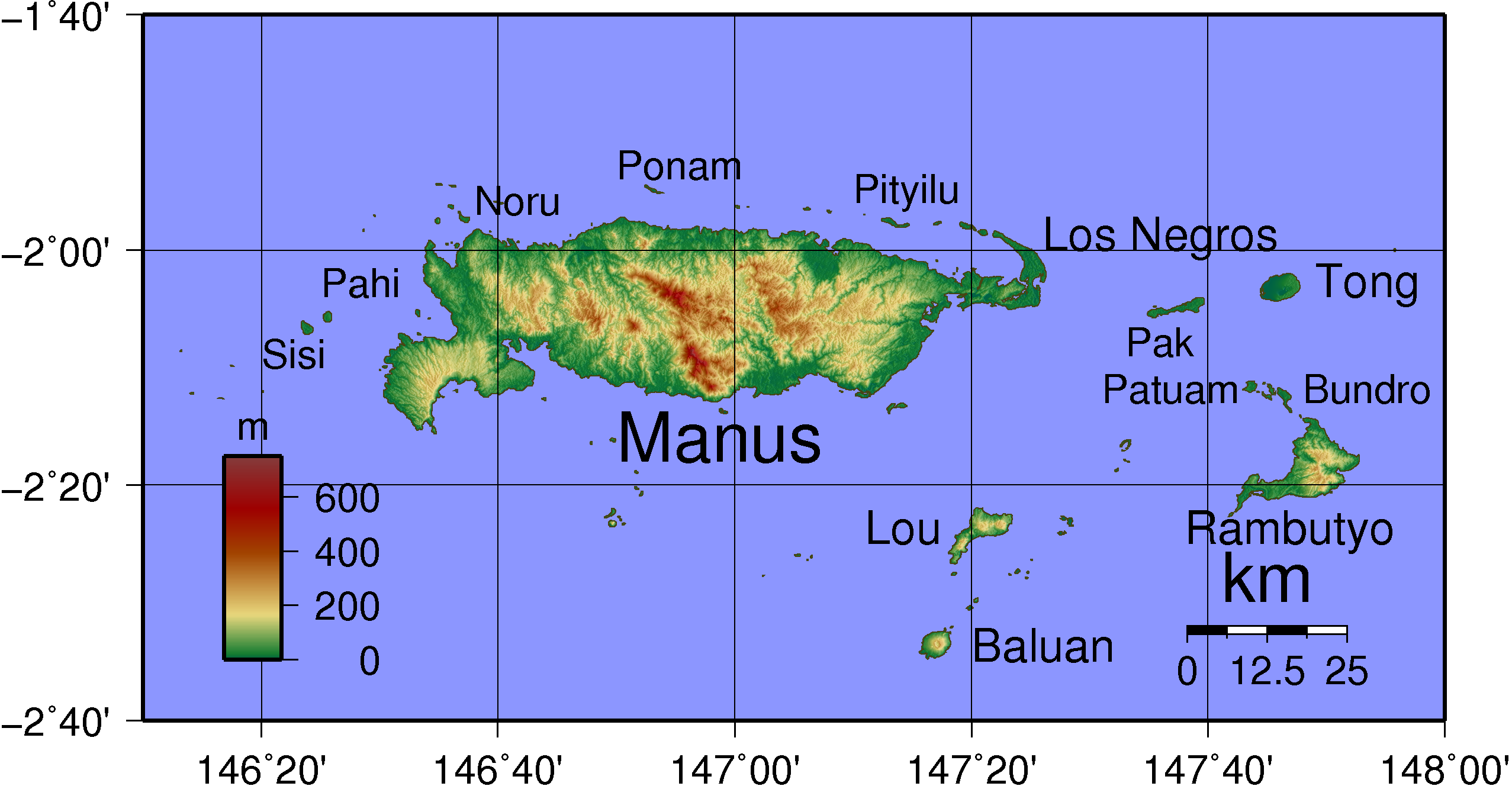
Manus karta

Manus (tidigare Great Admiralty Island) är den största ön bland Amiralitetsöarna i Bismarckarkipelagen som tillhör Papua Nya Guinea i västra Stilla havet.

## Geografi
Manus-ön utgör en del av Manusprovinsen och ligger cirka 850 km norr om Port Moresby och omkring 320 kilometer norr om Nya Guineas kust. 
Ön är av vulkaniskt ursprung och har en areal om ca 2.020 km² och är cirka 80 km lång och 32 km bred. Den högsta höjden är Mount Dremsel på cirka 720 m ö.h.
Befolkningen uppgår till cirka 33.000 invånare. Huvudort för ön och provinsen är Lorengau på öns nordöstra del.
Manus-öns flygplats heter Momote ligger på grannön Los Negros Island. En bro förbinder de båda öarna.

## Historia
Ön har troligen bebotts av melanesier sedan cirka 1500 f.Kr. Den upptäcktes av den spanske kaptenen Alvaro de Saavedra 1529 och som då namngav den Uray la Grande.
Nuvarande namnet kommer från den tyske forskningsresanden Manus Sylvester som 1868 anlände till ön med fartyget "Rouge et Noir" och de första européerna.
Området hamnade 1885 under tysk överhöghet och införlivades 1899 i området Tyska Nya Guinea och förvaltades av handelsbolaget Neuguinea-Compagnie.
Under första världskriget erövrades ön 1914 av Australien som senare även officiellt förvaltningsmandat för hela Bismarckarkipelagen av Förenta Nationerna.
Den amerikanska antropologen Margaret Mead utförde före och efter andra världskriget studier på ön som hon senare publicerade i boken Growing up in New Guinea.
Åren 1942–1944 var ön ockuperad av Japan, men återgick 1949 till australiensiskt förvaltningsmandat, tills Papua Nya Guinea blev självständigt 1975.
År 2001 inrättades "Manus Detention Centres" som fångläger för sydöstasiatiska asylsökande till Australien.Dessa som stängdes 2004, men återöppnades 2013 och var i drift till 2017. Papua Nya Guineas högsta domstol kungjorde 2016 i en dom att lägren hade varit olagliga från första början. De drevs och finansierades av Australien. Som mest hölls 1.353 flyktingar inspärrade på Manus.